# Antoine-Kaserne

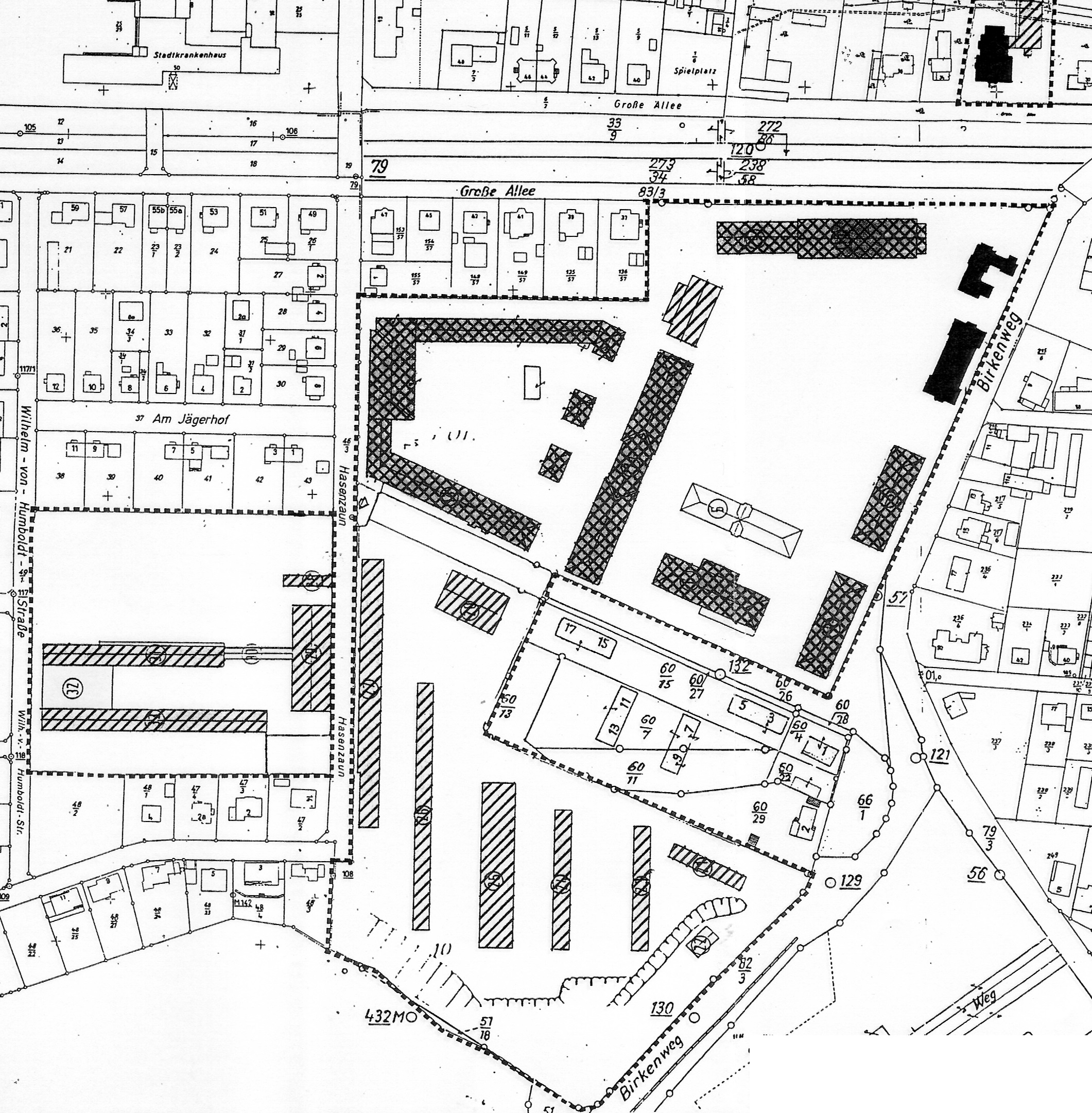
Lageplan des Zustands 1991, schwarz: Preußenzeit, kariert: NS-Zeit, schraffiert: Nachkriegszeit

Die Antoine-Kaserne war eine Kasernenanlage in Bad Arolsen, die von 1869 bis 1994 nacheinander von der Preußischen Armee, der SS und den belgischen Streitkräften genutzt wurde.

## Geschichte

### Waldeck und Preußen
Arolsen, seit 1722 Regierungssitz des Fürstentums Waldeck, beherbergte zunächst keine Garnison, denn die Waldecker Truppen waren in den benachbarten Orten Mengeringhausen und Helsen untergebracht. Nach der 1862 geschlossenen Militärkonvention mit Preußen wurden jedoch das Waldecker Militär neu organisiert und 1866, während des Preußisch-Österreichischen Krieges, wurde die 4. Kompagnie des Bataillons von Helsen nach Arolsen verlegt und danach „Waldecker Regiment“ genannt.

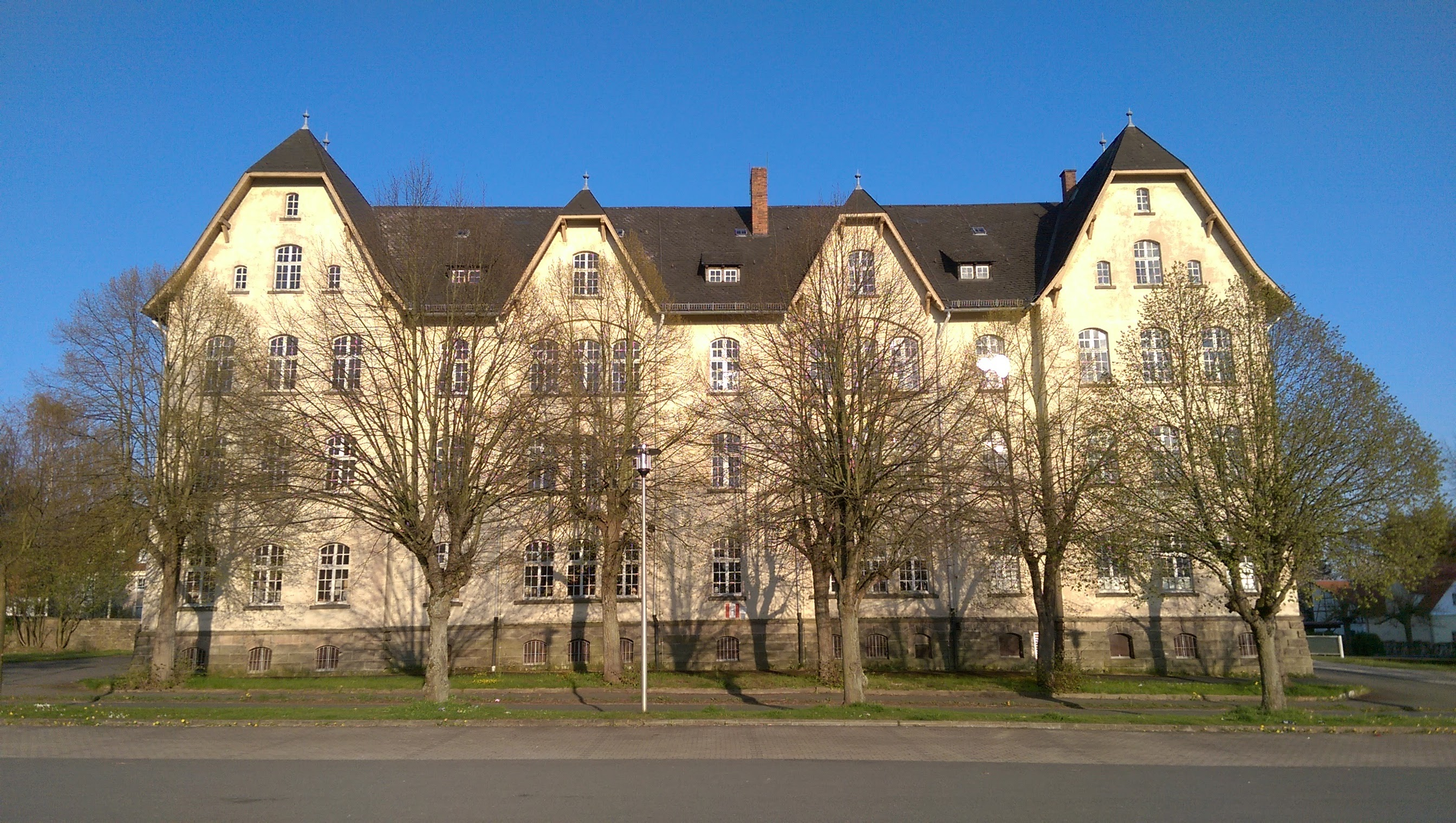
Das Mannschaftsgebäude von 1905, später Unteroffiziersgebäude

1867 zog zudem das neu errichtete Füsilierbataillon des preußischen Infanterie-Regiments Nr. 83 „Von Wittich“ zu Kassel in Arolsen ein. Zur Unterbringung der Soldaten wurde daraufhin die Einrichtung einer Kaserne beschlossen, zu der Fürst Georg Victor ein Grundstück an der „Großen Allee“ auf dem sogenannten Alleefeld des Domaniums kostenlos zur Verfügung stellte. Der Bau eines Einquartierungshauses, eines Lazaretts und eines Exerzierhauses wurde 1869 begonnen. Ein Jahr später wurden die aus Ziegelstein errichteten einfachen Zweckbauten fertiggestellt und 1871 von aus dem Deutsch-Französischen Krieg heimkehrenden Soldaten bezogen. 1898 erfolgte der Bau eines repräsentativen Offizierskasinos an der Nordseite der Großen Allee, 1905 der Neubau eines Stabsgebäudes und eines Mannschaftsgebäudes entlang des Birkenwegs.

### Weimarer Republik und NS-Zeit
Nach dem Ersten Weltkrieg und der Entmachtung Friedrichs von Waldeck-Pyrmont, dessen Familie jedoch weiter im Residenzschloss wohnen durfte, wurde die Anlage zivil genutzt, und 1920 wurde in den Gebäuden u. a. das Arolsener Realgymnasium untergebracht.

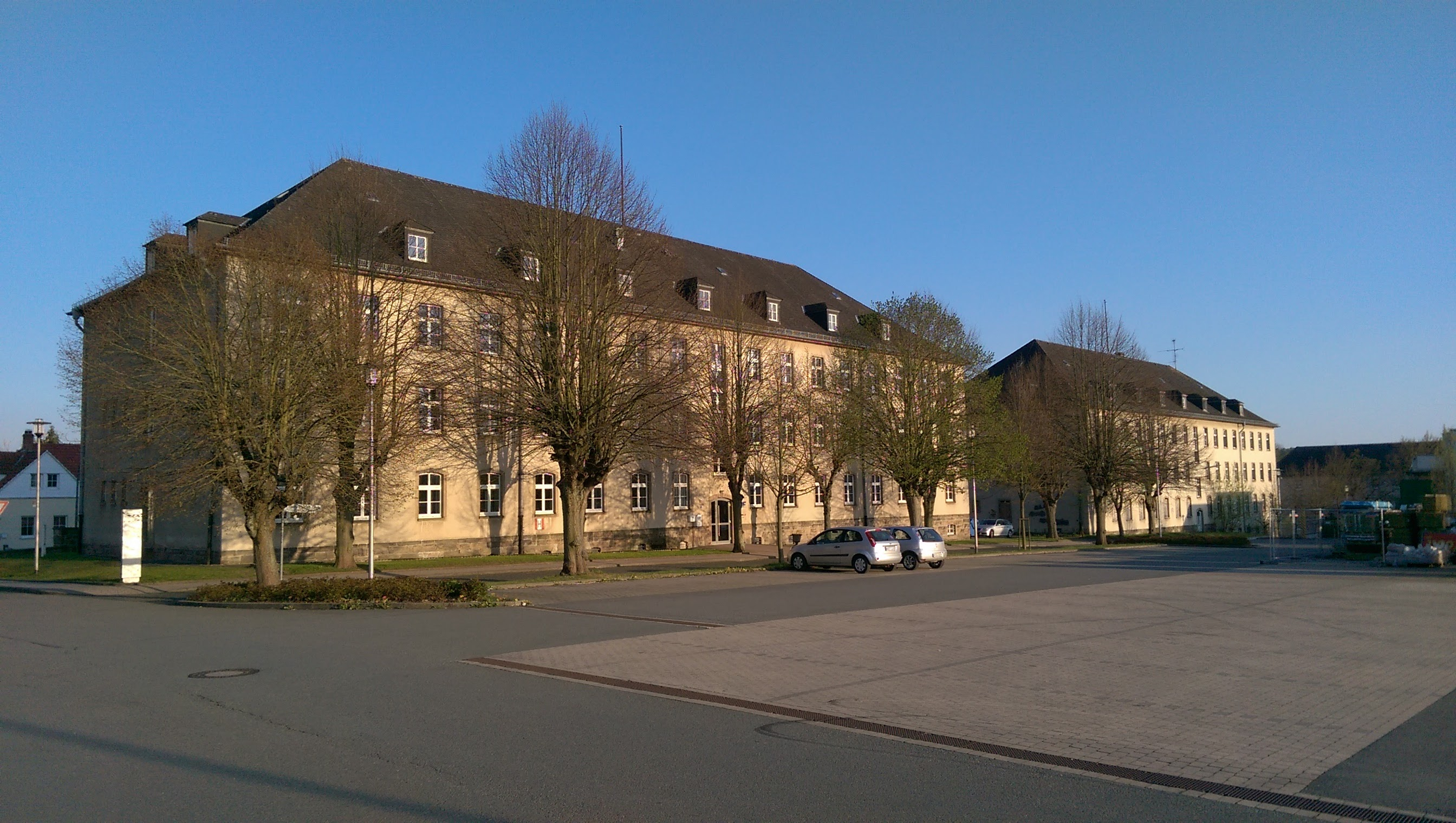
Die noch erhaltenen ehem. Unterkünfte der SS, Ansicht vom ehem. Exerzierplatz

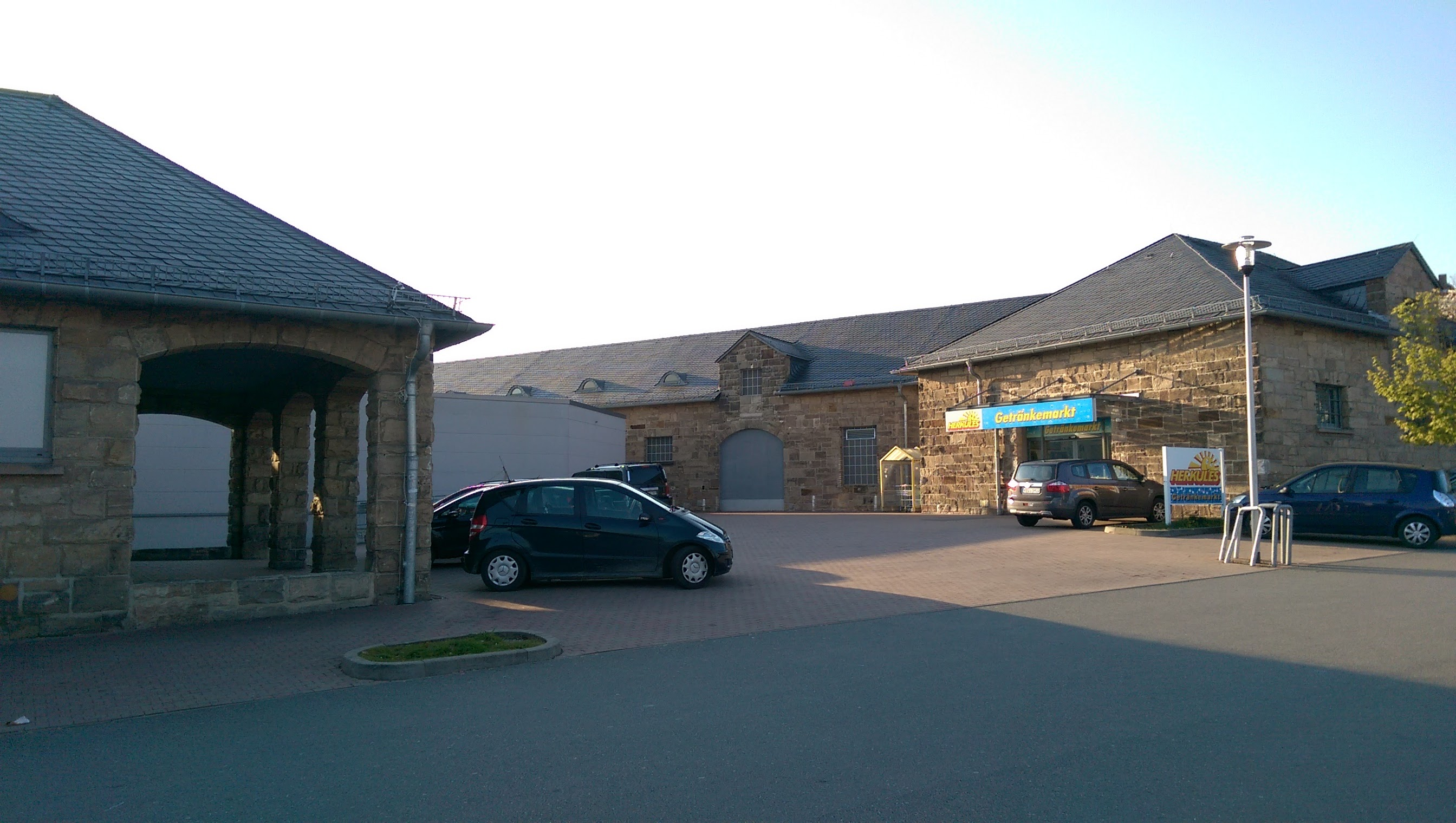
Ehem. Reitställe und Hufschmiede der SS, ab 1938 KFZ-Bereich, ab 1943 Außenstelle des KZ Buchenwald

1929 trat der Sohn Friedrichs von Waldeck-Pyrmont, Josias zu Waldeck und Pyrmont, in die NSDAP und die SS ein. Er wurde Adjutant Heinrich Himmlers, 1932 SS-Gruppenführer und 1933 Mitglied des Reichstages. In der Arolsener Kaserne wurde gleich nach der Machtergreifung zunächst ein vom Stahlhelm eingerichteter „freiwilliger Arbeitsdienst“ von 120 Mann untergebracht, zudem ein Sportausbildungslager und eine SA-Sportschule, die bis zu 5 Kompanien mit insgesamt 500 Mann zählte. 1934 kam das 2. Bataillon der SS-Verfügungstruppe „Germania“ nach Arolsen. 1936 wurde Arolsen zudem Sitz des SS-Oberabschnitts „Fulda-Werra“ und Standort des SS-Pioniersturms 3 und des SS-Nachrichtensturms 3. Der österreichische SS-Architekt Norbert Demmel ließ hierzu den überwiegenden Teil der gründerzeitlichen Gebäude abbrechen und durch monumentale Neubauten im Stil der NS-Architektur ersetzen, die symmetrisch um den erheblich vergrößerten Exerzierplatz angeordnet wurden. Lediglich das Offiziersgebäude, das Stabsgebäude und ein Mannschaftshaus blieben stehen. Zudem wurde das Gelände durch eine umfangreiche Reitstallanlage mit Reithalle im Westen der Kaserne erweitert.
1938 übernahm der zum SS-Obergruppenführer aufgestiegene Josias zu Waldeck-Pyrmont die Führung des Oberabschnitts „Fulda-Werra“, zu dem neben den SS-Unterkünften im Gebiet auch das im Jahr zuvor gegründete KZ Buchenwald gehörte. Nach der Motorisierung der etwa 700 Mann starken Infanterieeinheit und der Abschaffung der Pferde wurden die Ställe als Garagen und Werkstätten für Fahrzeuge umgebaut. Während der Novemberpogrome 1938 zogen Mitglieder der SS, zum Teil als Zivilpersonen gekleidet, von der Arolsener Kaserne aus bereits am 8. November in benachbarte Städte, u. a. Warburg und Fritzlar, und zerstörten die dortigen Synagogen sowie Wohnungen und Geschäfte jüdischer Bürger. Am 17. August 1939 verließ die SS-Verfügungsgruppe „Germania“ die Kaserne im Zuge der Mobilmachung.
Während des Zweiten Weltkrieges war die Kaserne dem „SS-Wirtschafts- und Verwaltungshauptamt“ (SS-WVHA) unter SS-Obergruppenführer Oswald Pohl unterstellt. Das WVHA verwaltete die SS-eigenen Industrien, Gewerbe und Betriebe in den Konzentrationslagern und führte diese zu eigenen Konzernen zusammen. In Arolsen waren unter anderem Ausbildungseinheiten der SS untergebracht. Später kam dort eine Führerschule des SS-WVHA hinzu, an der unter anderen auch der SS-Führer Max Kiefer ab Mitte September 1944 acht Wochen lang einen Lehrgang absolvierte. Vom 14. November 1943 bis zum 29. März 1945 gab es zudem eine Außenstelle des KZ Buchenwald, in der zeitweise über 100 Häftlinge arbeiteten. Sie wurden für Hausdienstleistungen und zur Bedienung der SS-Leute eingesetzt.

### Nachkriegszeit
Nach dem Krieg wurde die Kaserne zunächst von der amerikanischen Besatzungsmacht übernommen. Ein Gebäude wurde zunächst vom Internationalen Suchdienst genutzt. Im November 1952 wurde im Rahmen der NATO bis zum 5. Mai 1959 zunächst die wallonische Infanterieeinheit „2e régiment de carabiniers-cyclistes“, hiernach die flämische Aufklärungseinheit der belgischen Streitkräfte, das „1. Regiment Jagers te Paard“, nach Arolsen verlegt, die bis 1993 die ganze Kaserne nutzte und sie „Sous Lieutenant Antoine Kaserne“ nannte. In den folgenden Jahren wurde der militärische Bereich im Süden durch umfangreiche Garagenanlagen für militärische Fahrzeuge erweitert. 1984 zog man westlich der Straße „Am Hasenzaun“ das Gebiet einer ehemaligen Fahrradreifenfabrik der Continental AG ein. Zur Unterbringung der über 1000 Militärangehörigen erbaute man 300 m östlich des Kasernengeländes beiderseits der Zolderstraße eine neue Wohnsiedlung mit Einkaufsmarkt und Grundschule.

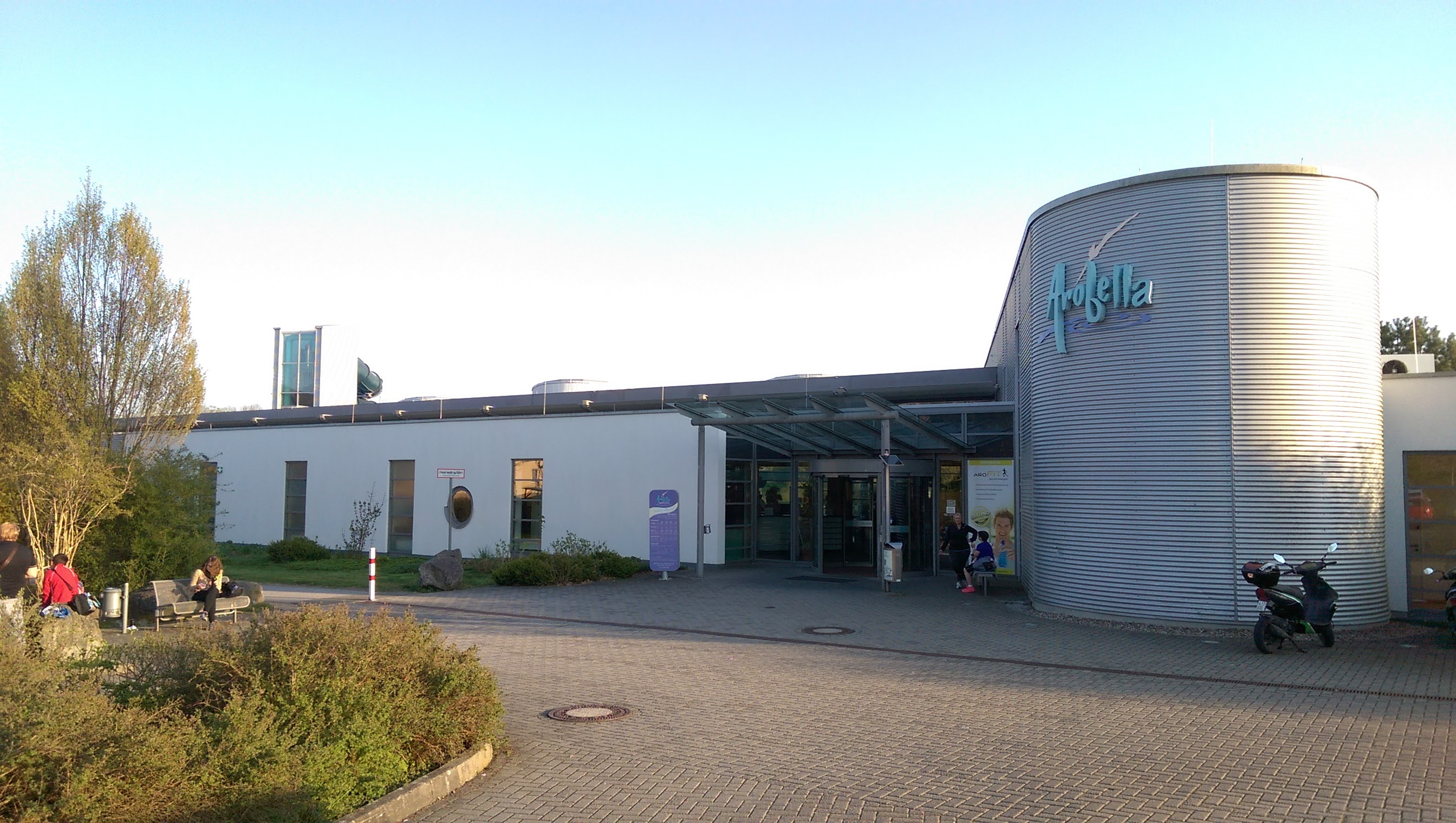
Die im ehemaligen technischen Bereich angelegte „Arobella Therme“

1990 teilte die Hessische Staatskanzlei der Stadt Arolsen mit, dass die Freigabe der Antoine-Kaserne vorgesehen sei und empfahl ihr, sich darauf vorzubereiten. Die Stadt beauftragte die Hessische Heimstätte GmbH mit den städtebaulichen Voruntersuchungen und Planungen. In den folgenden Jahren wurden die älteren Gebäude und ein Teil der SS-Kasernengebäude sowie der Reitstallbereich unter Denkmalschutz gestellt. Nach Abbruch der westlichen Unterkunftsgebäude und des zentralen Wirtschaftsgebäudes wurde der südliche Teil des Exerzierplatzes mit einem Bau- und Gartenmarktcenter überbaut. Im ehemaligen Reitstallgebäude entstanden ein Lebensmittelmarkt und ein technisches Kaufhaus. Der nördliche Teil des Exerzierplatzes wurde als zentraler Parkplatz gestaltet und „Belgischer Platz“ genannt. Auf dem ehemaligen Garagengelände am Hang zum Thielebach wurde 2000 mit der „Arobella-Therme“ ein neues Freizeitbad zur Steigerung der Attraktivität des Badeortes Arolsen eröffnet.